# Hrvoje Šenda
Hrvoje Šenda (poznatiji kao Pero;  Uskoplje, 28. lipnja 1945. -  Maassluis, 16. studenog 2013.), bosanskohercegovački i nizozemski pisac i pjesnik.
Hrvoje Šenda je srednju školu završio u Bugojnu, a južnoslavenske jezike i književnost na Filozofskom fakultetu Sveučilišta u Zagrebu. Od 1971. godine, pa do početka rata radio je u srednjoj školi kao profesor. Tijekom rata izgubljeni su njegovi brojni tekstovi. Od 1993. je živio i radio u nizozemskom gradu Maassluisu. Godine 1997. je s pjesmom Žena (niz. De Vrouw) dobio prvu nagradu na svenizozemskom poetskom natjecanju Dunya Poëzieprijs.

## Djela
- Krhotine (niz. Brokstukken) - knjiga poetskih tekstova (1999.)
- Petnaestorica - pjesme (2000.)
- Verse Taal - pjesme, s Wilmom Paalman, Alejandrom Slutzky, i dr. (2007.)[2]
- Balkonscènes aan het water - pjesme, s Arendom van Damom, Henkom Weltevredenom, i dr. (2010.)[3]
- Pred zidom (niz. Voor de muur) - poezija (2010.)[4]

## Vanjske poveznice
- Hrvoje Pero Šenda, životopis, uitgeverijdebrouwerij.nl (na nizozemskom)